# Bóng rổ tại Đại hội Thể thao châu Á 2002
Bóng rổ là một trong những bộ môn thể thao được tổ chức tại Đại hội Thể thao châu Á 2002 ở Busan, Hàn Quốc từ 28 tháng 9 đến 14 tháng 10 năm 2002. Cuộc thi được diễn ra tại Geumjeong Gymnasium.

## Tổng kết huy chương

### Bảng huy chương
| 1    | Trung Quốc (CHN)        | 1 | 1 | 0 | 2 |
| 1    | Hàn Quốc (KOR)          | 1 | 1 | 0 | 2 |
| 3    | Đài Bắc Trung Hoa (TPE) | 0 | 0 | 1 | 1 |
| 3    | Kazakhstan (KAZ)        | 0 | 0 | 1 | 1 |
| Tổng | Tổng                    | 2 | 2 | 2 | 6 |

### Huy chương giành được
| Nội dung | Vàng | Bạc | Đồng |
| -------- | --- | --- | --- |
| Nam      | Hàn Quốc (KOR) · Choo Seung-Gyun · Shin Ki-Sung · Kim Seung-Hyun · Cho Sang-Hyun · Lee Kyu-Sup · Hyun Joo-Yup · Moon Kyung-Eun · Seo Jang-Hoon · Bang Sung-Yoon · Chun Hee-Chul · Lee Sang-Min · Kim Joo-Sung | Trung Quốc (CHN) · Guo Shiqiang · Liu Wei · Gong Xiaobin · Zhang Cheng · Hu Weidong · Chen Ke · Li Nan · Liu Yudong · Zhu Fangyu · Yao Ming · Mengke Bateer · Du Feng                               | Kazakhstan (KAZ) · Roman Muravyev · Fedor Zakharchenko · Alexey Yeropkin · Vitaliy Lopatin · Alexandr Yemelyanov · Mikhail Dedov · Yevgeniy Issakov · Sergey Vdovin · Vitaliy Strebkov · Yevgeniy Ovsyannikov · Alexandr Derbush · Boris Tikhonenko |
| Nữ       | Trung Quốc (CHN) · Song Xiaoyun · Zhang Hanlan · Pan Wei · Miao Bo · Miao Lijie · Ren Lei · Sui Feifei · Liu Xiaohong · Chen Luyun · Zhang Xiaoni · Chen Xiaoli · Chen Nan                                    | Hàn Quốc (KOR) · Kim Yeong-Ok · Chun Joo-Weon · Kim Ji-Yoon · Lee Eun-ju · Jang Sun-Hyoung · Lee Mi-Sun · Beon Yeon-Ha · Park Jung-Eun · Hong Hyun-Hee · Lee Jong-Ae · Jung Sun-Min · Kim Kwe-Ryong | Đài Bắc Trung Hoa (TPE) · Chu Yung-hsu · Chien Wei-chuan · Chiang Feng-chun · Mai Ya-hui · Chao Pi-feng · Huang Shiau-jie · Chang Hui-yin · Cheng Hui-yun · Tsai Pei-ying · Tang Su-tuan · Chen Yi-ju · Liu Chun-yi                                 |

## Kết quả

### Nam

#### Vòng loại

##### Bảng A
| Team       | Pld | W | L | PF  | PA  | PD   | Pts |
| ---------- | --- | - | - | --- | --- | ---- | --- |
| Trung Quốc | 2   | 2 | 0 | 190 | 83  | +107 | 4   |
| Hồng Kông  | 2   | 1 | 1 | 115 | 169 | −54  | 3   |
| Kuwait     | 2   | 0 | 2 | 102 | 155 | −53  | 2   |

| 28 tháng 9 13:00 |                                                                 | Trung Quốc | 78–45                                                        | Kuwait |  | Geumjeong Gymnasium, Busan |
| 28 tháng 9 13:00 | Điểm mỗi set: 18–11, 24–6, 19–7, 17–21                          |            |                                                              |        |  | Geumjeong Gymnasium, Busan |
| 28 tháng 9 13:00 | Điểm: Yao M. 15 Chụp bóng bật bảng: Yao M. 13 Hỗ trợ: Hu W.D. 4 |            | Điểm: Baroun 8 Chụp bóng bật bảng: Salem 8 Hỗ trợ: Mubarak 2 |        |  | Geumjeong Gymnasium, Busan |

| 29 tháng 9 13:00 |                                                                        | Kuwait | 57–77                                                                 | Hồng Kông |  | Geumjeong Gymnasium, Busan |
| 29 tháng 9 13:00 | Điểm mỗi set: 13–20, 13–19, 16–13, 15–25                               |        |                                                                       |           |  | Geumjeong Gymnasium, Busan |
| 29 tháng 9 13:00 | Điểm: Al-Shemmari 13 Chụp bóng bật bảng: Al-Tabakh 9 Hỗ trợ: Mubarak 2 |        | Điểm: Poon C.H. 21 Chụp bóng bật bảng: Tam W.Y. 9 Hỗ trợ: Poon C.H. 4 |           |  | Geumjeong Gymnasium, Busan |

| 30 tháng 9 19:00 |                                                                  | Hồng Kông | 38–112                                                             | Trung Quốc |  | Geumjeong Gymnasium, Busan |
| 30 tháng 9 19:00 | Điểm mỗi set: 9–28, 9–19, 14–26, 6–39                            |           |                                                                    |            |  | Geumjeong Gymnasium, Busan |
| 30 tháng 9 19:00 | Điểm: Li W.L. 7 Chụp bóng bật bảng: Tam W.Y. 7 Hỗ trợ: Li W.L. 2 |           | Điểm: Zhu F.Y. 24 Chụp bóng bật bảng: Yao M. 8 Hỗ trợ: Gong X.B. 2 |            |  | Geumjeong Gymnasium, Busan |

##### Bảng B
| Đội      | Pld | W | L | PF  | PA  | PD   | Pts |
| -------- | --- | - | - | --- | --- | ---- | --- |
| Hàn Quốc | 2   | 2 | 0 | 224 | 127 | +97  | 4   |
| Nhật Bản | 2   | 1 | 1 | 187 | 154 | +33  | 3   |
| Mông Cổ  | 2   | 0 | 2 | 140 | 270 | −130 | 2   |

| 28 tháng 9 19:00 |                                                                        | Hàn Quốc | 145–65                                                                       | Mông Cổ |  | Geumjeong Gymnasium, Busan |
| 28 tháng 9 19:00 | Điểm mỗi set: 44–13, 32–14, 29–23, 40–15                               |          |                                                                              |         |  | Geumjeong Gymnasium, Busan |
| 28 tháng 9 19:00 | Điểm: Moon K.E. 24 Chụp bóng bật bảng: Hyun J.Y. 10 Hỗ trợ: Lee S.M. 7 |          | Điểm: Erkhembayar 17 Chụp bóng bật bảng: Erkhembayar 11 Hỗ trợ: Otgonbayar 1 |         |  | Geumjeong Gymnasium, Busan |

| 29 tháng 9 19:00 |                                                                            | Mông Cổ | 75–125                                                              | Nhật Bản |  | Geumjeong Gymnasium, Busan |
| 29 tháng 9 19:00 | Điểm mỗi set: 18–33, 10–29, 26–31, 21–32                                   |         |                                                                     |          |  | Geumjeong Gymnasium, Busan |
| 29 tháng 9 19:00 | Điểm: Otgonbayar 28 Chụp bóng bật bảng: Erkhembayar 8 Hỗ trợ: Otgonbayar 2 |         | Điểm: Ito 20 Chụp bóng bật bảng: Furuta 9 Hỗ trợ: Watanabe, Handa 5 |          |  | Geumjeong Gymnasium, Busan |

| 30 tháng 9 15:00 |                                                             | Nhật Bản | 62–79                                                                 | Hàn Quốc |  | Geumjeong Gymnasium, Busan |
| 30 tháng 9 15:00 | Điểm mỗi set: 23–20, 14–15, 14–21, 11–23                    |          |                                                                       |          |  | Geumjeong Gymnasium, Busan |
| 30 tháng 9 15:00 | Điểm: Kita 19 Chụp bóng bật bảng: Furuta 8 Hỗ trợ: Furuta 2 |          | Điểm: Moon K.E. 26 Chụp bóng bật bảng: Chun H.C. 6 Hỗ trợ: Lee S.M. 9 |          |  | Geumjeong Gymnasium, Busan |

##### Bảng C
| Đội                                  | Pld | W | L | PF  | PA  | PD  | Pts |
| ------------------------------------ | --- | - | - | --- | --- | --- | --- |
| Philippines                          | 2   | 2 | 0 | 170 | 119 | +51 | 4   |
| CHDCND Triều Tiên                    | 2   | 1 | 1 | 148 | 153 | −5  | 3   |
| Các Tiểu vương quốc Ả Rập Thống nhất | 2   | 0 | 2 | 120 | 166 | −46 | 2   |

| 28 tháng 9 15:00 |                                                                                | Philippines | 81–56                                                            | Các Tiểu vương quốc Ả Rập Thống nhất |  | Geumjeong Gymnasium, Busan |
| 28 tháng 9 15:00 | Điểm mỗi set: 19–19, 28–9, 16–13, 18–15                                        |             |                                                                  |                                      |  | Geumjeong Gymnasium, Busan |
| 28 tháng 9 15:00 | Điểm: Castillo 14 Chụp bóng bật bảng: Taulava 14 Hỗ trợ: Hontiveros, Cariaso 2 |             | Điểm: M. Ibrahim 12 Chụp bóng bật bảng: Ayoub 6 Hỗ trợ: Jassem 2 |                                      |  | Geumjeong Gymnasium, Busan |

| 29 tháng 9 17:00 |                                                                              | Các Tiểu vương quốc Ả Rập Thống nhất | 64–85                                                               | CHDCND Triều Tiên |  | Geumjeong Gymnasium, Busan |
| 29 tháng 9 17:00 | Điểm mỗi set: 14–28, 19–21, 22–16, 9–20                                      |                                      |                                                                     |                   |  | Geumjeong Gymnasium, Busan |
| 29 tháng 9 17:00 | Điểm: M. Salem, A. Ibrahim 14 Chụp bóng bật bảng: M. Salem 7 Hỗ trợ: Hamda 9 |                                      | Điểm: Pak C.J. 12 Chụp bóng bật bảng: Pak K.N. 6 Hỗ trợ: Pak C.J. 5 |                   |  | Geumjeong Gymnasium, Busan |

| 30 tháng 9 17:00 |                                                                    | CHDCND Triều Tiên | 63–89                                                             | Philippines |  | Geumjeong Gymnasium, Busan |
| 30 tháng 9 17:00 | Điểm mỗi set: 15–19, 16–30, 15–13, 17–27                           |                   |                                                                   |             |  | Geumjeong Gymnasium, Busan |
| 30 tháng 9 17:00 | Điểm: Pak C.J. 20 Chụp bóng bật bảng: Ri M.H. 9 Hỗ trợ: Pak C.J. 3 |                   | Điểm: Duremdes 21 Chụp bóng bật bảng: Taulava 15 Hỗ trợ: Racela 5 |             |  | Geumjeong Gymnasium, Busan |

##### Bảng D
| Đội               | Pld | W | L | PF  | PA  | PD  | Pts | Tiebreaker  |
| ----------------- | --- | - | - | --- | --- | --- | --- | ----------- |
| Kazakhstan        | 2   | 1 | 1 | 143 | 133 | +10 | 3   | 1–1 / 1.075 |
| Đài Bắc Trung Hoa | 2   | 1 | 1 | 146 | 147 | −1  | 3   | 1–1 / 0.993 |
| Qatar             | 2   | 1 | 1 | 119 | 128 | −9  | 3   | 1–1 / 0.930 |

| 28 tháng 9 17:00 |                                                                          | Kazakhstan | 57–58                                                      | Qatar |  | Geumjeong Gymnasium, Busan |
| 28 tháng 9 17:00 | Điểm mỗi set: 14–15, 19–15, 7–12, 17–16                                  |            |                                                            |       |  | Geumjeong Gymnasium, Busan |
| 28 tháng 9 17:00 | Điểm: Strebkov 15 Chụp bóng bật bảng: Tikhonenko 13 Hỗ trợ: Tikhonenko 4 |            | Điểm: Ismail 29 Chụp bóng bật bảng: Musa 13 Hỗ trợ: Musa 4 |       |  | Geumjeong Gymnasium, Busan |

| 29 tháng 9 15:00 |                                                               | Qatar | 61–71                                                                 | Đài Bắc Trung Hoa |  | Geumjeong Gymnasium, Busan |
| 29 tháng 9 15:00 | Điểm mỗi set: 14–16, 18–18, 14–21, 15–16                      |       |                                                                       |                   |  | Geumjeong Gymnasium, Busan |
| 29 tháng 9 15:00 | Điểm: Orabi 15 Chụp bóng bật bảng: Zaidan 16 Hỗ trợ: Masoud 2 |       | Điểm: Yang Y.M. 19 Chụp bóng bật bảng: Tien L. 12 Hỗ trợ: Yang Y.M. 5 |                   |  | Geumjeong Gymnasium, Busan |

| 30 tháng 9 13:00 |                                                                    | Đài Bắc Trung Hoa | 75–86                                                                    | Kazakhstan |  | Geumjeong Gymnasium, Busan |
| 30 tháng 9 13:00 | Điểm mỗi set: 19–32, 24–16, 12–22, 20–14                           |                   |                                                                          |            |  | Geumjeong Gymnasium, Busan |
| 30 tháng 9 13:00 | Điểm: Tien L. 18 Chụp bóng bật bảng: Tien L. 8 Hỗ trợ: Chiu C.Y. 3 |                   | Điểm: Issakov 26 Chụp bóng bật bảng: Tikhonenko 17 Hỗ trợ: Ovsyannikov 4 |            |  | Geumjeong Gymnasium, Busan |

#### Vị trí 9~12
| Đội                                  | Pld | W | L | PF  | PA  | PD  | Pts |
| ------------------------------------ | --- | - | - | --- | --- | --- | --- |
| Qatar                                | 3   | 3 | 0 | 266 | 173 | +93 | 6   |
| Kuwait                               | 3   | 2 | 1 | 231 | 228 | +3  | 5   |
| Các Tiểu vương quốc Ả Rập Thống nhất | 3   | 1 | 2 | 224 | 230 | −6  | 4   |
| Mông Cổ                              | 3   | 0 | 3 | 233 | 323 | −90 | 3   |

| 2 tháng 10 13:00 |                                                                                      | Kuwait | 77–74                                                                   | Các Tiểu vương quốc Ả Rập Thống nhất |  | Geumjeong Gymnasium, Busan |
| 2 tháng 10 13:00 | Điểm mỗi set: 23–21, 19–14, 11–19, 24–20                                             |        |                                                                         |                                      |  | Geumjeong Gymnasium, Busan |
| 2 tháng 10 13:00 | Điểm: Al-Sarraf 23 Chụp bóng bật bảng: Al-Shemmari 11 Hỗ trợ: Al-Bahar, Al-Mutairi 2 |        | Điểm: Hamda, Ayoub 20 Chụp bóng bật bảng: Abdullateef 7 Hỗ trợ: Hamda 9 |                                      |  | Geumjeong Gymnasium, Busan |

| 4 tháng 10 19:00 |                                                                           | Mông Cổ | 77–115                                                       | Qatar |  | Geumjeong Gymnasium, Busan |
| 4 tháng 10 19:00 | Điểm mỗi set: 17–34, 15–25, 28–29, 17–27                                  |         |                                                              |       |  | Geumjeong Gymnasium, Busan |
| 4 tháng 10 19:00 | Điểm: Otgonbayar 19 Chụp bóng bật bảng: Sedbazar 13 Hỗ trợ: Erkhembayar 2 |         | Điểm: Ismail 26 Chụp bóng bật bảng: Zaidan 12 Hỗ trợ: Musa 6 |       |  | Geumjeong Gymnasium, Busan |

| 6 tháng 10 19:00 |                                                                  | Các Tiểu vương quốc Ả Rập Thống nhất | 109–84                                                                               | Mông Cổ |  | Geumjeong Gymnasium, Busan |
| 6 tháng 10 19:00 | Điểm mỗi set: 29–23, 28–18, 25–26, 27–17                         |                                      |                                                                                      |         |  | Geumjeong Gymnasium, Busan |
| 6 tháng 10 19:00 | Điểm: Jassem 24 Chụp bóng bật bảng: Jassem 12 Hỗ trợ: O. Salem 5 |                                      | Điểm: Sedbazar, Tsogtbaatar 18 Chụp bóng bật bảng: Erkhembayar 11 Hỗ trợ: Sedbazar 2 |         |  | Geumjeong Gymnasium, Busan |

| 7 tháng 10 19:00 |                                                                      | Qatar | 82–55                                                                           | Kuwait |  | Geumjeong Gymnasium, Busan |
| 7 tháng 10 19:00 | Điểm mỗi set: 23–17, 18–12, 24–14, 17–12                             |       |                                                                                 |        |  | Geumjeong Gymnasium, Busan |
| 7 tháng 10 19:00 | Điểm: Zaidan 18 Chụp bóng bật bảng: Zaidan 18 Hỗ trợ: Four players 2 |       | Điểm: Al-Shemmari 15 Chụp bóng bật bảng: Al-Tabakh 7 Hỗ trợ: Hasan, Al-Tabakh 3 |        |  | Geumjeong Gymnasium, Busan |

| 9 tháng 10 19:00 |                                                                | Kuwait | 99–72                                                                       | Mông Cổ |  | Geumjeong Gymnasium, Busan |
| 9 tháng 10 19:00 | Điểm mỗi set: 36–21, 32–15, 15–16, 16–20                       |        |                                                                             |         |  | Geumjeong Gymnasium, Busan |
| 9 tháng 10 19:00 | Điểm: Mubarak 20 Chụp bóng bật bảng: Baqer 8 Hỗ trợ: Mubarak 4 |        | Điểm: Erkhembayar 16 Chụp bóng bật bảng: Sedbazar 14 Hỗ trợ: Four players 1 |         |  | Geumjeong Gymnasium, Busan |

| 10 tháng 10 13:00 |                                                                                   | Các Tiểu vương quốc Ả Rập Thống nhất | 41–69                                                              | Qatar |  | Geumjeong Gymnasium, Busan |
| 10 tháng 10 13:00 | Điểm mỗi set: 11–15, 5–12, 14–13, 11–29                                           |                                      |                                                                    |       |  | Geumjeong Gymnasium, Busan |
| 10 tháng 10 13:00 | Điểm: M. Salem 13 Chụp bóng bật bảng: Abdullateef 10 Hỗ trợ: Ayoub, Abdullateef 1 |                                      | Điểm: Omer 22 Chụp bóng bật bảng: Ismail 11 Hỗ trợ: Masoud, Musa 2 |       |  | Geumjeong Gymnasium, Busan |

#### Tứ kết

##### Bảng I
| Đội               | Pld | W | L | PF  | PA  | PD   | Pts |
| ----------------- | --- | - | - | --- | --- | ---- | --- |
| Trung Quốc        | 3   | 3 | 0 | 309 | 160 | +149 | 6   |
| Philippines       | 3   | 2 | 1 | 213 | 235 | −22  | 5   |
| Nhật Bản          | 3   | 1 | 2 | 220 | 260 | −40  | 4   |
| Đài Bắc Trung Hoa | 3   | 0 | 3 | 196 | 283 | −87  | 3   |

| 2 tháng 10 15:00 |                                                                 | Trung Quốc | 113–50                                                                  | Đài Bắc Trung Hoa |  | Geumjeong Gymnasium, Busan |
| 2 tháng 10 15:00 | Điểm mỗi set: 32–14, 23–16, 23–7, 35–13                         |            |                                                                         |                   |  | Geumjeong Gymnasium, Busan |
| 2 tháng 10 15:00 | Điểm: Yao M. 22 Chụp bóng bật bảng: Yao M. 13 Hỗ trợ: Hu W.D. 5 |            | Điểm: Yang Y.M. 19 Chụp bóng bật bảng: Ho S.C. 8 Hỗ trợ: Four players 1 |                   |  | Geumjeong Gymnasium, Busan |

| 2 tháng 10 17:00 |                                                                              | Philippines | 79–74                                                                     | Nhật Bản |  | Geumjeong Gymnasium, Busan |
| 2 tháng 10 17:00 | Điểm mỗi set: 17–13, 17–27, 18–18, 27–16                                     |             |                                                                           |          |  | Geumjeong Gymnasium, Busan |
| 2 tháng 10 17:00 | Điểm: Taulava 27 Chụp bóng bật bảng: Taulava 12 Hỗ trợ: Ildefonso, Cariaso 1 |             | Điểm: Orimo 33 Chụp bóng bật bảng: Takahashi 9 Hỗ trợ: Setsumasa, Orimo 2 |          |  | Geumjeong Gymnasium, Busan |

| 4 tháng 10 13:00 |                                                                          | Đài Bắc Trung Hoa | 69–83                                                           | Philippines |  | Geumjeong Gymnasium, Busan |
| 4 tháng 10 13:00 | Điểm mỗi set: 15–21, 19–22, 8–19, 27–21                                  |                   |                                                                 |             |  | Geumjeong Gymnasium, Busan |
| 4 tháng 10 13:00 | Điểm: Chiu C.Y. 19 Chụp bóng bật bảng: Tien L. 11 Hỗ trợ: Four players 1 |                   | Điểm: Taulava 18 Chụp bóng bật bảng: Menk 11 Hỗ trợ: Duremdes 3 |             |  | Geumjeong Gymnasium, Busan |

| 5 tháng 10 13:00 |                                                                       | Nhật Bản | 59–104                                                         | Trung Quốc |  | Geumjeong Gymnasium, Busan |
| 5 tháng 10 13:00 | Điểm mỗi set: 10–33, 14–26, 16–18, 19–27                              |          |                                                                |            |  | Geumjeong Gymnasium, Busan |
| 5 tháng 10 13:00 | Điểm: Orimo 24 Chụp bóng bật bảng: Ishizaka 6 Hỗ trợ: Ono, Watanabe 3 |          | Điểm: Yao M. 19 Chụp bóng bật bảng: Yao M. 14 Hỗ trợ: Yao M. 5 |            |  | Geumjeong Gymnasium, Busan |

| 7 tháng 10 13:00 |                                                                                           | Đài Bắc Trung Hoa | 77–87                                                            | Nhật Bản |  | Geumjeong Gymnasium, Busan |
| 7 tháng 10 13:00 | Điểm mỗi set: 28–34, 18–19, 14–19, 17–15                                                  |                   |                                                                  |          |  | Geumjeong Gymnasium, Busan |
| 7 tháng 10 13:00 | Điểm: Chiu C.Y. 30 Chụp bóng bật bảng: Tien L. 8 Hỗ trợ: Lee C.M., Yang Y.M., Chiu C.Y. 1 |                   | Điểm: Orimo 22 Chụp bóng bật bảng: Takahashi 16 Hỗ trợ: Furuta 3 |          |  | Geumjeong Gymnasium, Busan |

| 8 tháng 10 19:00 |                                                                                                 | Trung Quốc | 92–51                                                             | Philippines |  | Geumjeong Gymnasium, Busan |
| 8 tháng 10 19:00 | Điểm mỗi set: 19–10, 19–11, 33–12, 21–18                                                        |            |                                                                   |             |  | Geumjeong Gymnasium, Busan |
| 8 tháng 10 19:00 | Điểm: Hu W.D. 20 Chụp bóng bật bảng: Gong X.B., Liu Y.D., Mengke B. 6 Hỗ trợ: Liu W., Hu W.D. 2 |            | Điểm: Espino 7 Chụp bóng bật bảng: Ildefonso 5 Hỗ trợ: Hatfield 2 |             |  | Geumjeong Gymnasium, Busan |

##### Bảng II
| Đội               | Pld | W | L | PF  | PA  | PD  | Pts |
| ----------------- | --- | - | - | --- | --- | --- | --- |
| Hàn Quốc          | 3   | 3 | 0 | 316 | 241 | +75 | 6   |
| Kazakhstan        | 3   | 2 | 1 | 269 | 272 | −3  | 5   |
| CHDCND Triều Tiên | 3   | 1 | 2 | 240 | 254 | −14 | 4   |
| Hồng Kông         | 3   | 0 | 3 | 199 | 257 | −58 | 3   |

| 3 tháng 10 15:00 |                                                                       | Hàn Quốc | 101–85                                                                      | CHDCND Triều Tiên |  | Geumjeong Gymnasium, Busan |
| 3 tháng 10 15:00 | Điểm mỗi set: 27–20, 21–26, 30–14, 23–25                              |          |                                                                             |                   |  | Geumjeong Gymnasium, Busan |
| 3 tháng 10 15:00 | Điểm: Moon K.E. 28 Chụp bóng bật bảng: Seo J.H. 14 Hỗ trợ: Lee S.M. 7 |          | Điểm: Pak C.J. 30 Chụp bóng bật bảng: Jo C.Y. 8 Hỗ trợ: Pak C.J., Jo C.Y. 2 |                   |  | Geumjeong Gymnasium, Busan |

| 3 tháng 10 19:00 |                                                                                            | Kazakhstan | 82–77                                                                  | Hồng Kông |  | Geumjeong Gymnasium, Busan |
| 3 tháng 10 19:00 | Điểm mỗi set: 25–20, 15–25, 22–9, 20–23                                                    |            |                                                                        |           |  | Geumjeong Gymnasium, Busan |
| 3 tháng 10 19:00 | Điểm: Issakov 25 Chụp bóng bật bảng: Tikhonenko 12 Hỗ trợ: Lopatin, Issakov, Ovsyannikov 2 |            | Điểm: Yung K.W. 30 Chụp bóng bật bảng: Tam W.Y. 14 Hỗ trợ: Poon C.H. 3 |           |  | Geumjeong Gymnasium, Busan |

| 6 tháng 10 19:00 |                                                                     | CHDCND Triều Tiên | 81–89                                                              | Kazakhstan |  | Geumjeong Gymnasium, Busan |
| 6 tháng 10 19:00 | Điểm mỗi set: 27–15, 17–25, 22–30, 15–19                            |                   |                                                                    |            |  | Geumjeong Gymnasium, Busan |
| 6 tháng 10 19:00 | Điểm: Pak C.J. 30 Chụp bóng bật bảng: Ri M.H. 17 Hỗ trợ: Pak C.J. 3 |                   | Điểm: Issakov 30 Chụp bóng bật bảng: Tikhonenko 18 Hỗ trợ: Dedov 4 |            |  | Geumjeong Gymnasium, Busan |

| 6 tháng 10 15:00 |                                                                    | Hồng Kông | 58–101 | Hàn Quốc |  | Geumjeong Gymnasium, Busan |
| 6 tháng 10 15:00 | Điểm mỗi set: 14–29, 13–25, 14–20, 17–27                           |           | |          |  | Geumjeong Gymnasium, Busan |
| 6 tháng 10 15:00 | Điểm: Li W.L. 17 Chụp bóng bật bảng: Tam W.Y. 10 Hỗ trợ: Li W.L. 4 |           | Điểm: Hyun J.Y., Moon K.E., Seo J.H. 14 Chụp bóng bật bảng: Hyun J.Y., Chun H.C. 8 Hỗ trợ: Hyun J.Y., Chun H.C. 4 |          |  | Geumjeong Gymnasium, Busan |

| 8 tháng 10 15:00 |                                                                    | CHDCND Triều Tiên | 74–64                                                                | Hồng Kông |  | Geumjeong Gymnasium, Busan |
| 8 tháng 10 15:00 | Điểm mỗi set: 17–25, 21–11, 16–20, 20–8                            |                   |                                                                      |           |  | Geumjeong Gymnasium, Busan |
| 8 tháng 10 15:00 | Điểm: Ri M.H. 22 Chụp bóng bật bảng: Ri M.H. 18 Hỗ trợ: Pak I.C. 4 |                   | Điểm: Lui C.W. 15 Chụp bóng bật bảng: Tam W.Y. 9 Hỗ trợ: Yung K.W. 2 |           |  | Geumjeong Gymnasium, Busan |

| 9 tháng 10 15:00 |                                                                                | Hàn Quốc | 114–98                                                                       | Kazakhstan |  | Geumjeong Gymnasium, Busan |
| 9 tháng 10 15:00 | Điểm mỗi set: 25–25, 38–20, 22–21, 29–32                                       |          |                                                                              |            |  | Geumjeong Gymnasium, Busan |
| 9 tháng 10 15:00 | Điểm: Moon K.E. 22 Chụp bóng bật bảng: Kim J.S. 9 Hỗ trợ: Kim S.H., Lee S.M. 4 |          | Điểm: Dedov 25 Chụp bóng bật bảng: Vdovin 11 Hỗ trợ: Strebkov, Ovsyannikov 3 |            |  | Geumjeong Gymnasium, Busan |

#### Vị trí 5~8

##### Vị trí 7/8
| 10 tháng 10 17:00 |                                                                                   | Đài Bắc Trung Hoa | 85–71                                                                                      | Hồng Kông |  | Geumjeong Gymnasium, Busan |
| 10 tháng 10 17:00 | Điểm mỗi set: 23–27, 24–12, 22–16, 16–16                                          |                   |                                                                                            |           |  | Geumjeong Gymnasium, Busan |
| 10 tháng 10 17:00 | Điểm: Tseng W.T. 23 Chụp bóng bật bảng: Yang Y.M., Tseng W.T. 7 Hỗ trợ: Wu C.W. 4 |                   | Điểm: Lui C.W. 23 Chụp bóng bật bảng: Tam W.Y. 13 Hỗ trợ: Lui C.W., Heung C.K., Tam W.Y. 1 |           |  | Geumjeong Gymnasium, Busan |

##### Vị trí 5/6
| 13 tháng 10 13:00 |                                                                    | Nhật Bản | 65–74                                                                        | CHDCND Triều Tiên |  | Geumjeong Gymnasium, Busan |
| 13 tháng 10 13:00 | Điểm mỗi set: 15–22, 15–21, 17–18, 18–13                           |          |                                                                              |                   |  | Geumjeong Gymnasium, Busan |
| 13 tháng 10 13:00 | Điểm: Takahashi 22 Chụp bóng bật bảng: Shinohara 9 Hỗ trợ: Orimo 5 |          | Điểm: Pak C.J. 22 Chụp bóng bật bảng: Pak K.N., Ri M.H. 8 Hỗ trợ: Pak C.J. 6 |                   |  | Geumjeong Gymnasium, Busan |

#### Chung kết
|  | Bán kết     | Bán kết    |               |     | Chung kết | Chung kết |
|  |             |            |               |     |           |           |
|  | 12 tháng 10 |            |               |     |           |           |
|  |             |            |               |     |           |           |
|  | Hàn Quốc    | 69         |               |     |           |           |
|  | Hàn Quốc    | 69         | 14 tháng 10   |     |           |           |
|  | Philippines | 68         |               |     |           |           |
|  | Philippines | 68         | Hàn Quốc (OT) | 102 |           |           |
|  | 12 tháng 10 |            | Hàn Quốc (OT) | 102 |           |           |
|  |             | Trung Quốc | 100           |     |           |           |
|  | Trung Quốc  | Trung Quốc | 100           | 131 |           |           |
|  | Trung Quốc  |            |               | 131 |           |           |
|  | Kazakhstan  | 62         |               |     |           |           |
|  | Kazakhstan  | 62         | Vị trí 3/4    |     |           |           |
|  |             |            |               |     |           |           |
|  | 13 tháng 10 |            |               |     |           |           |
|  |             |            |               |     |           |           |
|  | Philippines | 66         |               |     |           |           |
|  | Philippines | 66         |               |     |           |           |
|  | Kazakhstan  | 68         |               |     |           |           |

##### Bán kết
| 12 tháng 10 15:00 |                                                                      | Hàn Quốc | 69–68                                                            | Philippines |  | Sajik Gymnasium, Busan |
| 12 tháng 10 15:00 | Điểm mỗi set: 15–23, 21–11, 22–18, 11–16                             |          |                                                                  |             |  | Sajik Gymnasium, Busan |
| 12 tháng 10 15:00 | Điểm: Moon K.E. 18 Chụp bóng bật bảng: Seo J.H. 8 Hỗ trợ: Lee S.M. 4 |          | Điểm: Racela 14 Chụp bóng bật bảng: Menk 12 Hỗ trợ: Hontiveros 2 |             |  | Sajik Gymnasium, Busan |

| 12 tháng 10 19:00 |                                                                           | Trung Quốc | 131–62                                                              | Kazakhstan |  | Sajik Gymnasium, Busan |
| 12 tháng 10 19:00 | Điểm mỗi set: 34–23, 30–16, 36–11, 31–12                                  |            |                                                                     |            |  | Sajik Gymnasium, Busan |
| 12 tháng 10 19:00 | Điểm: Li N. 24 Chụp bóng bật bảng: Mengke B. 9 Hỗ trợ: Guo S.Q., Liu W. 3 |            | Điểm: Issakov 16 Chụp bóng bật bảng: Vdovin 8 Hỗ trợ: Ovsyannikov 4 |            |  | Sajik Gymnasium, Busan |

##### Vị trí 3/4
| 13 tháng 10 17:00 |                                                                  | Philippines | 66–68                                                                     | Kazakhstan |  | Sajik Gymnasium, Busan |
| 13 tháng 10 17:00 | Điểm mỗi set: 22–16, 15–21, 15–17, 14–14                         |             |                                                                           |            |  | Sajik Gymnasium, Busan |
| 13 tháng 10 17:00 | Điểm: Cariaso 18 Chụp bóng bật bảng: Taulava 17 Hỗ trợ: Racela 3 |             | Điểm: Strebkov 30 Chụp bóng bật bảng: Vdovin 10 Hỗ trợ: Issakov, Vdovin 1 |            |  | Sajik Gymnasium, Busan |

##### Chung kết
| 14 tháng 10 15:30 |                                                                     | Hàn Quốc | 102–100                                                                  | Trung Quốc | OT | Sajik Gymnasium, Busan |
| 14 tháng 10 15:30 | Điểm mỗi set: 18–25, 18–24, 26–18, 28–23, OT: 12–10                 |          |                                                                          |            | OT | Sajik Gymnasium, Busan |
| 14 tháng 10 15:30 | Điểm: Kim J.S. 21 Chụp bóng bật bảng: Seo J.H. 6 Hỗ trợ: Kim S.H. 9 |          | Điểm: Yao M. 23 Chụp bóng bật bảng: Yao M. 22 Hỗ trợ: Liu W., Liu Y.D. 2 |            | OT | Sajik Gymnasium, Busan |

#### Vị trí cuối cùng
| Hạng | Đội                                  |
| ---- | ------------------------------------ |
|      | Hàn Quốc                             |
|      | Trung Quốc                           |
|      | Kazakhstan                           |
| 4    | Philippines                          |
| 5    | CHDCND Triều Tiên                    |
| 6    | Nhật Bản                             |
| 7    | Đài Bắc Trung Hoa                    |
| 8    | Hồng Kông                            |
| 9    | Qatar                                |
| 10   | Kuwait                               |
| 11   | Các Tiểu vương quốc Ả Rập Thống nhất |
| 12   | Mông Cổ                              |

### Nữ

#### Vòng loại
| Đội               | Pld | W | L | PF  | PA  | PD   | Pts |
| ----------------- | --- | - | - | --- | --- | ---- | --- |
| Trung Quốc        | 5   | 5 | 0 | 504 | 341 | +163 | 10  |
| Hàn Quốc          | 5   | 4 | 1 | 495 | 347 | +148 | 9   |
| Đài Bắc Trung Hoa | 5   | 3 | 2 | 430 | 424 | +6   | 8   |
| Nhật Bản          | 5   | 2 | 3 | 443 | 436 | +7   | 7   |
| Uzbekistan        | 5   | 1 | 4 | 344 | 466 | −122 | 6   |
| Malaysia          | 5   | 0 | 5 | 267 | 469 | −202 | 5   |

| 3 tháng 10 13:00 |                                                                   | Nhật Bản | 101–83                                                                       | Uzbekistan |  | Geumjeong Gymnasium, Busan |
| 3 tháng 10 13:00 | Điểm mỗi set: 31–13, 25–20, 21–16, 24–34                          |          |                                                                              |            |  | Geumjeong Gymnasium, Busan |
| 3 tháng 10 13:00 | Điểm: Okazato 33 Chụp bóng bật bảng: Nagata 12 Hỗ trợ: Kawakami 5 |          | Điểm: Shagan 22 Chụp bóng bật bảng: Dmitrieva 14 Hỗ trợ: Kochurina, Shagan 2 |            |  | Geumjeong Gymnasium, Busan |

| 3 tháng 10 17:00 |                                                                        | Hàn Quốc | 115–85                                                                      | Đài Bắc Trung Hoa |  | Geumjeong Gymnasium, Busan |
| 3 tháng 10 17:00 | Điểm mỗi set: 31–25, 29–15, 25–21, 30–24                               |          |                                                                             |                   |  | Geumjeong Gymnasium, Busan |
| 3 tháng 10 17:00 | Điểm: Jung S.M. 22 Chụp bóng bật bảng: Jung S.M. 9 Hỗ trợ: Jung S.M. 4 |          | Điểm: Chiang F.C. 26 Chụp bóng bật bảng: Chiang F.C. 8 Hỗ trợ: Chien W.C. 2 |                   |  | Geumjeong Gymnasium, Busan |

| 4 tháng 10 13:00 |                                                                         | Uzbekistan | 58–104                                                                      | Trung Quốc |  | Geumjeong Gymnasium, Busan |
| 4 tháng 10 13:00 | Điểm mỗi set: 17–34, 22–20, 6–33, 13–17                                 |            |                                                                             |            |  | Geumjeong Gymnasium, Busan |
| 4 tháng 10 13:00 | Điểm: Dmitrieva 17 Chụp bóng bật bảng: Dmitrieva 19 Hỗ trợ: Zubankova 2 |            | Điểm: Chen N. 20 Chụp bóng bật bảng: Chen X.L. 9 Hỗ trợ: Ren L., Sui F.F. 3 |            |  | Geumjeong Gymnasium, Busan |

| 4 tháng 10 17:00 |                                                                        | Malaysia | 45–93                                                                            | Hàn Quốc |  | Geumjeong Gymnasium, Busan |
| 4 tháng 10 17:00 | Điểm mỗi set: 12–25, 12–26, 9–21, 12–21                                |          |                                                                                  |          |  | Geumjeong Gymnasium, Busan |
| 4 tháng 10 17:00 | Điểm: Chow S.F. 14 Chụp bóng bật bảng: Chow S.F. 10 Hỗ trợ: Low M.H. 3 |          | Điểm: Kim K.R. 20 Chụp bóng bật bảng: Jung S.M. 8 Hỗ trợ: Chun J.W., Park J.E. 3 |          |  | Geumjeong Gymnasium, Busan |

| 5 tháng 10 13:00 |                                                                    | Trung Quốc | 100–87                                                             | Nhật Bản |  | Geumjeong Gymnasium, Busan |
| 5 tháng 10 13:00 | Điểm mỗi set: 21–16, 23–29, 33–27, 23–15                           |            |                                                                    |          |  | Geumjeong Gymnasium, Busan |
| 5 tháng 10 13:00 | Điểm: Sui F.F. 26 Chụp bóng bật bảng: Chen N. 9 Hỗ trợ: Sui F.F. 3 |            | Điểm: Nagata 23 Chụp bóng bật bảng: Oyama 5 Hỗ trợ: Four players 1 |          |  | Geumjeong Gymnasium, Busan |

| 5 tháng 10 17:00 |                                                                                       | Đài Bắc Trung Hoa | 84–60                                                                | Malaysia |  | Geumjeong Gymnasium, Busan |
| 5 tháng 10 17:00 | Điểm mỗi set: 23–19, 20–13, 23–14, 18–14                                              |                   |                                                                      |          |  | Geumjeong Gymnasium, Busan |
| 5 tháng 10 17:00 | Điểm: Chien W.C., Chao P.F. 16 Chụp bóng bật bảng: Cheng H.Y. 18 Hỗ trợ: Chien W.C. 5 |                   | Điểm: Chow S.F. 19 Chụp bóng bật bảng: Tai L.S. 9 Hỗ trợ: Low B.C. 3 |          |  | Geumjeong Gymnasium, Busan |

| 6 tháng 10 13:00 |                                                                                  | Uzbekistan | 61–86                                                                     | Đài Bắc Trung Hoa |  | Geumjeong Gymnasium, Busan |
| 6 tháng 10 13:00 | Điểm mỗi set: 12–18, 12–20, 16–21, 21–27                                         |            |                                                                           |                   |  | Geumjeong Gymnasium, Busan |
| 6 tháng 10 13:00 | Điểm: Shagan 22 Chụp bóng bật bảng: Dmitrieva 13 Hỗ trợ: Reyngold, Kildyusheva 1 |            | Điểm: Chiang F.C. 19 Chụp bóng bật bảng: Cheng H.Y. 12 Hỗ trợ: Mai Y.H. 5 |                   |  | Geumjeong Gymnasium, Busan |

| 6 tháng 10 17:00 |                                                                | Nhật Bản | 72–93                                                                  | Hàn Quốc |  | Geumjeong Gymnasium, Busan |
| 6 tháng 10 17:00 | Điểm mỗi set: 33–26, 16–20, 20–26, 3–21                        |          |                                                                        |          |  | Geumjeong Gymnasium, Busan |
| 6 tháng 10 17:00 | Điểm: Okazato 14 Chụp bóng bật bảng: Nagata 12 Hỗ trợ: Oyama 3 |          | Điểm: Jung S.M. 23 Chụp bóng bật bảng: Jung S.M. 9 Hỗ trợ: Jung S.M. 4 |          |  | Geumjeong Gymnasium, Busan |

| 7 tháng 10 13:00 |                                                                                         | Malaysia | 53–108                                                                   | Trung Quốc |  | Geumjeong Gymnasium, Busan |
| 7 tháng 10 13:00 | Điểm mỗi set: 22–21, 10–37, 11–23, 10–27                                                |          |                                                                          |            |  | Geumjeong Gymnasium, Busan |
| 7 tháng 10 13:00 | Điểm: Tai L.S., Low M.H. 15 Chụp bóng bật bảng: Tai L.S., Kew S.M. 6 Hỗ trợ: Kew S.M. 2 |          | Điểm: Miao L.J. 15 Chụp bóng bật bảng: Zhang X.N. 11 Hỗ trợ: Miao L.J. 3 |            |  | Geumjeong Gymnasium, Busan |

| 7 tháng 10 17:00 |                                                                        | Hàn Quốc | 123–63                                                                 | Uzbekistan |  | Geumjeong Gymnasium, Busan |
| 7 tháng 10 17:00 | Điểm mỗi set: 27–18, 34–16, 36–15, 26–14                               |          |                                                                        |            |  | Geumjeong Gymnasium, Busan |
| 7 tháng 10 17:00 | Điểm: Beon Y.H. 20 Chụp bóng bật bảng: Jang S.H. 6 Hỗ trợ: Jung S.M. 3 |          | Điểm: Shagan 17 Chụp bóng bật bảng: Dmitrieva 9 Hỗ trợ: Four players 1 |            |  | Geumjeong Gymnasium, Busan |

| 8 tháng 10 13:00 |                                                                                            | Uzbekistan | 79–52                                                                                       | Malaysia |  | Geumjeong Gymnasium, Busan |
| 8 tháng 10 13:00 | Điểm mỗi set: 20–5, 17–18, 26–8, 16–21                                                     |            |                                                                                             |          |  | Geumjeong Gymnasium, Busan |
| 8 tháng 10 13:00 | Điểm: Dmitrieva 24 Chụp bóng bật bảng: Dmitrieva 19 Hỗ trợ: Shagan, Shmarikova, Reyngold 1 |            | Điểm: Choo S.Y. 9 Chụp bóng bật bảng: Chow S.F. 7 Hỗ trợ: Tai L.S., Choo S.Y., Yoong S.Y. 1 |          |  | Geumjeong Gymnasium, Busan |

| 8 tháng 10 17:00 |                                                                      | Nhật Bản | 78–103                                                                     | Đài Bắc Trung Hoa |  | Geumjeong Gymnasium, Busan |
| 8 tháng 10 17:00 | Điểm mỗi set: 23–18, 24–28, 15–31, 16–26                             |          |                                                                            |                   |  | Geumjeong Gymnasium, Busan |
| 8 tháng 10 17:00 | Điểm: Kawakami 14 Chụp bóng bật bảng: Hamaguchi 6 Hỗ trợ: Kawakami 4 |          | Điểm: Cheng H.Y. 30 Chụp bóng bật bảng: Cheng H.Y. 14 Hỗ trợ: Chien W.C. 6 |                   |  | Geumjeong Gymnasium, Busan |

| 9 tháng 10 13:00 | | Malaysia | 57–105                                                                    | Nhật Bản |  | Geumjeong Gymnasium, Busan |
| 9 tháng 10 13:00 | Điểm mỗi set: 14–28, 10–31, 19–26, 14–20                                                             |          |                                                                           |          |  | Geumjeong Gymnasium, Busan |
| 9 tháng 10 13:00 | Điểm: Chow S.F., Chew Y.Y. 13 Chụp bóng bật bảng: Tai L.S. 5 Hỗ trợ: Low M.H., Kew S.M., Chew Y.Y. 1 |          | Điểm: Tachikawa 23 Chụp bóng bật bảng: Yamada 10 Hỗ trợ: Yano, Kawakami 2 |          |  | Geumjeong Gymnasium, Busan |

| 9 tháng 10 17:00 |                                                                       | Trung Quốc | 82–71                                                                 | Hàn Quốc |  | Geumjeong Gymnasium, Busan |
| 9 tháng 10 17:00 | Điểm mỗi set: 23–17, 19–10, 20–23, 20–21                              |            |                                                                       |          |  | Geumjeong Gymnasium, Busan |
| 9 tháng 10 17:00 | Điểm: Miao L.J. 22 Chụp bóng bật bảng: Chen N. 11 Hỗ trợ: Song X.Y. 3 |            | Điểm: Jung S.M. 42 Chụp bóng bật bảng: Jung S.M. 9 Hỗ trợ: Kim Y.O. 2 |          |  | Geumjeong Gymnasium, Busan |

| 10 tháng 10 15:00 |                                                                           | Đài Bắc Trung Hoa | 72–110                                                                 | Trung Quốc |  | Geumjeong Gymnasium, Busan |
| 10 tháng 10 15:00 | Điểm mỗi set: 22–41, 11–27, 14–25, 25–17                                  |                   |                                                                        |            |  | Geumjeong Gymnasium, Busan |
| 10 tháng 10 15:00 | Điểm: Chiang F.C. 15 Chụp bóng bật bảng: Chiang F.C. 7 Hỗ trợ: Mai Y.H. 4 |                   | Điểm: Miao L.J. 25 Chụp bóng bật bảng: Chen X.L. 8 Hỗ trợ: Miao L.J. 3 |            |  | Geumjeong Gymnasium, Busan |

#### Vòng chung kết
|  | Bán kết           | Bán kết  |             |    | Chung kết | Chung kết |
|  |                   |          |             |    |           |           |
|  | 12 tháng 10       |          |             |    |           |           |
|  |                   |          |             |    |           |           |
|  | Trung Quốc        | 92       |             |    |           |           |
|  | Trung Quốc        | 92       | 14 tháng 10 |    |           |           |
|  | Nhật Bản          | 69       |             |    |           |           |
|  | Nhật Bản          | 69       | Trung Quốc  | 80 |           |           |
|  | 12 tháng 10       |          | Trung Quốc  | 80 |           |           |
|  |                   | Hàn Quốc | 76          |    |           |           |
|  | Hàn Quốc          | Hàn Quốc | 76          | 94 |           |           |
|  | Hàn Quốc          |          |             | 94 |           |           |
|  | Đài Bắc Trung Hoa | 68       |             |    |           |           |
|  | Đài Bắc Trung Hoa | 68       | Vị trí 3/4  |    |           |           |
|  |                   |          |             |    |           |           |
|  | 13 tháng 10       |          |             |    |           |           |
|  |                   |          |             |    |           |           |
|  | Nhật Bản          | 79       |             |    |           |           |
|  | Nhật Bản          | 79       |             |    |           |           |
|  | Đài Bắc Trung Hoa | 86       |             |    |           |           |

##### Bán kết
| 12 tháng 10 13:00 |                                                                    | Trung Quốc | 92–69                                                              | Nhật Bản |  | Sajik Gymnasium, Busan |
| 12 tháng 10 13:00 | Điểm mỗi set: 25–17, 20–15, 18–20, 29–17                           |            |                                                                    |          |  | Sajik Gymnasium, Busan |
| 12 tháng 10 13:00 | Điểm: Chen N. 29 Chụp bóng bật bảng: Chen N. 16 Hỗ trợ: Sui F.F. 5 |            | Điểm: Nagata 18 Chụp bóng bật bảng: Hamaguchi 7 Hỗ trợ: Kawakami 2 |          |  | Sajik Gymnasium, Busan |

| 12 tháng 10 17:00 |                                                                      | Hàn Quốc | 94–68                                                                                             | Đài Bắc Trung Hoa |  | Sajik Gymnasium, Busan |
| 12 tháng 10 17:00 | Điểm mỗi set: 19–17, 27–22, 22–11, 26–18                             |          |                                                                                                   |                   |  | Sajik Gymnasium, Busan |
| 12 tháng 10 17:00 | Điểm: Jung S.M. 19 Chụp bóng bật bảng: Kim K.R. 9 Hỗ trợ: Kim J.Y. 4 |          | Điểm: Chiang F.C. 19 Chụp bóng bật bảng: Chiang F.C. 8 Hỗ trợ: Chu Y.H., Chang H.Y., Cheng H.Y. 1 |                   |  | Sajik Gymnasium, Busan |

##### Vị trí 3/4
| 13 tháng 10 15:00 |                                                                              | Nhật Bản | 79–86                                                                       | Đài Bắc Trung Hoa |  | Sajik Gymnasium, Busan |
| 13 tháng 10 15:00 | Điểm mỗi set: 22–17, 16–25, 18–20, 23–24                                     |          |                                                                             |                   |  | Sajik Gymnasium, Busan |
| 13 tháng 10 15:00 | Điểm: Hamaguchi 20 Chụp bóng bật bảng: Kawakami, Nagata 6 Hỗ trợ: Kawakami 4 |          | Điểm: Chiang F.C. 25 Chụp bóng bật bảng: Cheng H.Y. 18 Hỗ trợ: Cheng H.Y. 3 |                   |  | Sajik Gymnasium, Busan |

##### Chung kết
| 14 tháng 10 13:00 |                                                                                | Trung Quốc | 80–76                                                                  | Hàn Quốc |  | Sajik Gymnasium, Busan |
| 14 tháng 10 13:00 | Điểm mỗi set: 24–21, 18–14, 21–18, 17–23                                       |            |                                                                        |          |  | Sajik Gymnasium, Busan |
| 14 tháng 10 13:00 | Điểm: Sui F.F. 18 Chụp bóng bật bảng: Chen N. 14 Hỗ trợ: Song X.Y., Sui F.F. 2 |            | Điểm: Jung S.M. 29 Chụp bóng bật bảng: Jung S.M. 7 Hỗ trợ: Jung S.M. 3 |          |  | Sajik Gymnasium, Busan |

#### Vị trí cuối cùng
| Hạng | Đội               |
| ---- | ----------------- |
|      | Trung Quốc        |
|      | Hàn Quốc          |
|      | Đài Bắc Trung Hoa |
| 4    | Nhật Bản          |
| 5    | Uzbekistan        |
| 6    | Malaysia          |